# نبيذ

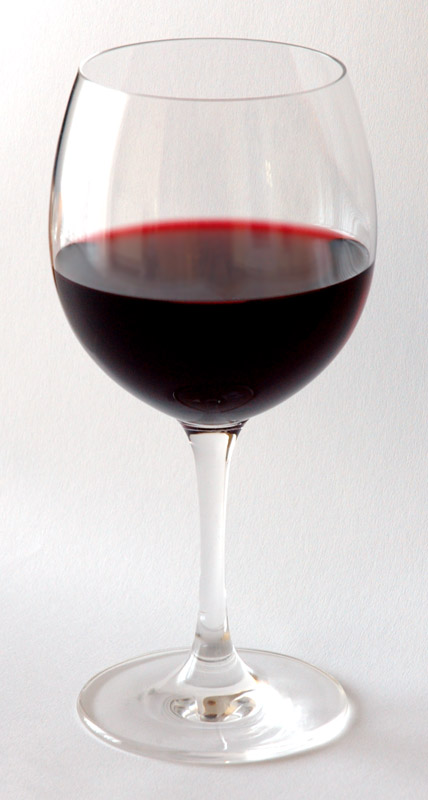
نبيذ أحمر.

النبيذ هو مشروب كحولي يتم إنتاجه بتخمير العنب. وعلى الرغم من أنه يمكن إنتاج النبيذ بتخمير الفواكه الأخرى، إلا أن أشهر أنواعه تكون من العنب.
يعدّ نبيذ العنب أحد أقدم أنواع الخمور، حيث وجدت أوان فخارية فيها آثار للنبيذ تَعود للعصر الحجري الحديث في (5400 ق.م - 5000 ق.م) كما وجِد في المقابر الفرعونية آثار له كذلك، بالإضافة إلى رسوم على الجدران لكيفية صُنعه.
تتفاعل الخميرة مع السكر الموجود في العنب وينتج عن التفاعل الإيثانول، وثاني أكسيد الكربون، وكمية من الحرارة. تنتج الأنواع المختلفة من العنب وسلالات الخميرة أنواعًا متنوعة المذاق من النبيذ.
يفسد النبيذ أحيانا، أو قد تنخفض جودته بشكل كبير بسبب أخطاء في التصنيع أو ظروف التخزين السيئة أو استخدام خامات تحتوي على عوامل الفساد.

## أنواع النبيذ
يوجد عدة أنواع من النبيذ منها النبيذ الأبيض، والنبيذ الأحمر، والنبيذ الوردي. النبيذ الغازي يصنع من النبيذ الأبيض أو النبيذ الوردي، وبعض النبيذ الغازي ذو جودة عالية، يصنع مؤخراً من النبيذ الأحمر الأسترالي (شيراز).

## تاريخ النبيذ

الأماكن القديمية لإنتاج زيت الزيتون والنبيذ في العام القديم وتبدو فيه سوريا الكبرى كمركز مهم

يعود تاريخ النبيذ إلى حوالي 8000 سنة، ويعتقد بأن إنتاجه نشأ في مناطق ما بين جورجيا وأرمينيا وإيران، ويعتقد أن النبيذ ظهر في أوروبا قبل حوالي 6500 سنة في بلغاريا واليونان، وكان شائعا في اليونان وروما. لعب النبيذ أيضا دورا هاما في الدين منذ العصور القديمة (اليونانية والرومانية). ولعب أيضا دورا هاما في الطقوس الكاثوليكية واليهودية.
تشير الدلائل الأثرية إلى أن أقدم إنتاج للنبيذ جاء من مواقع في جورجيا وأرمينيا وإيران، والتي يرجع تاريخها من 6000 إلى 5000 قبل الميلاد. اتضاح الأدلة الأثرية، ونقطة لتدجين من شجرة العنب، في أوائل العصر البرونزي قرب مواقع سومرية في سوريا وفي مصر القديمة من حوالي الألف الثالث قبل الميلاد., وقد تم ذكر النبيذ لأول في ملحمة جلجامش في بلاد الرافدين والشام (سوريا الطبيعية) عندما كسر الملك جلجامش مع إنكيدو الخبز وشرب معه الخمر.
من أقدم الأدلة التي تشير إلى إنتاج النبيذ في أوروبا، والثانية الأقدم في العالم ظهرت في المواقع الأثرية في اليونان وتؤرخ إلى 6500 سنة خلت.
يعتبر مصنع أريني الأول للنبيذ هو أقدم مصانع النبيذ المعروفة في العالم والذي يعود تاريخ إنشائه إلى نحو 4100 عام قبل الميلاد.

## أماكن الإنتاج
أكبر الدول إنتاجًا للنبيذ هي: إيطاليا، وإسبانيا، وفرنسا، والولايات المتحدة الأمريكية والصين.
ينتج النبيذ الفاخر في جنوب فرنسا وإيطاليا، حيث مزارع العنب، وتعتبر الولايات المتحدة الأمريكية من أكبر الدول المصدرة له نتيجة لصناعة النبيذ الضخمة في ولاية كاليفورنيا حيث تقدر كمية الإنتاج ب 89% من إجمالي الناتج المحلي للنبيذ وذلك نظرا لمناخ الولاية المتوسطي المشابه لدول البحر الأبيض المتوسط و الملائم لنمو العنب، كما تتميز جزيرة سانتوريني في اليونان بإنتاج النبيذ الأبيض.

## الاستهلاك
بيانات استهلاك النبيذ من قائمة الدول حسب استهلاك المشروبات الكحولية مُقاسةً بالليتر من الإيثانول النقي المستهلك للفرد الواحد في سنة واحدة، وفقاً لبيانات منظمة الصحة العالمية. تشمل القائمة الأشخاص الذين بلغوا 15 سنة من العمر وما فوق.
| البلد     | عدد الليترات للفرد |
| --------- | ------------------ |
| فرنسا     | 8.14               |
| البرتغال  | 6.65               |
| إيطاليا   | 6.38               |
| كرواتيا   | 5.80               |
| أندورا    | 5.69               |
| سويسرا    | 5.10               |
| سلوفينيا  | 5.10               |
| المجر     | 4.94               |
| مولدوفا   | 4.67               |
| الأرجنتين | 4.62               |

| البلد             | النبيذ (l) | الجعة (l) | نسبة نبيذ/جعة |
| ----------------- | ---------- | --------- | ------------- |
| غينيا الاستوائية  | 4.18       | 0.45      | 9.29          |
| إيطاليا           | 6.38       | 1.73      | 3.69          |
| فرنسا             | 8.14       | 2.31      | 3.52          |
| غواتيمالا         | 3.92       | 1.12      | 3.50          |
| ساو تومي وبرينسيب | 3.40       | 1.12      | 3.04          |
| الأوروغواي        | 3.95       | 1.33      | 2.97          |
| تونغا             | 2.29       | 0.89      | 2.57          |
| اليونان           | 4.51       | 2.20      | 2.05          |
| الأرجنتين         | 4.62       | 2.49      | 1.86          |
| البرتغال          | 6.65       | 3.75      | 1.77          |

## النبيذ في العالم العربي
ويصنع أيضاً حالياً في بعض دول المنطقة مثل العراق، سوريا، المغرب، تونس، مصر، لبنان والأردن.
تشهد صناعة النبيذ ازدهارا وتوسعا في المغرب وتونس والجزائر ومصر ولبنان والأردن وسوريا. ووفقا لإحصائية أجرتها وكالة الأنباء الفرنسية فإن إيرادات هذه الصناعة في الدول العربية تبلغ 340 مليون دولار، ويعمل فيها نحو 50 ألف شخص.

### سوريا

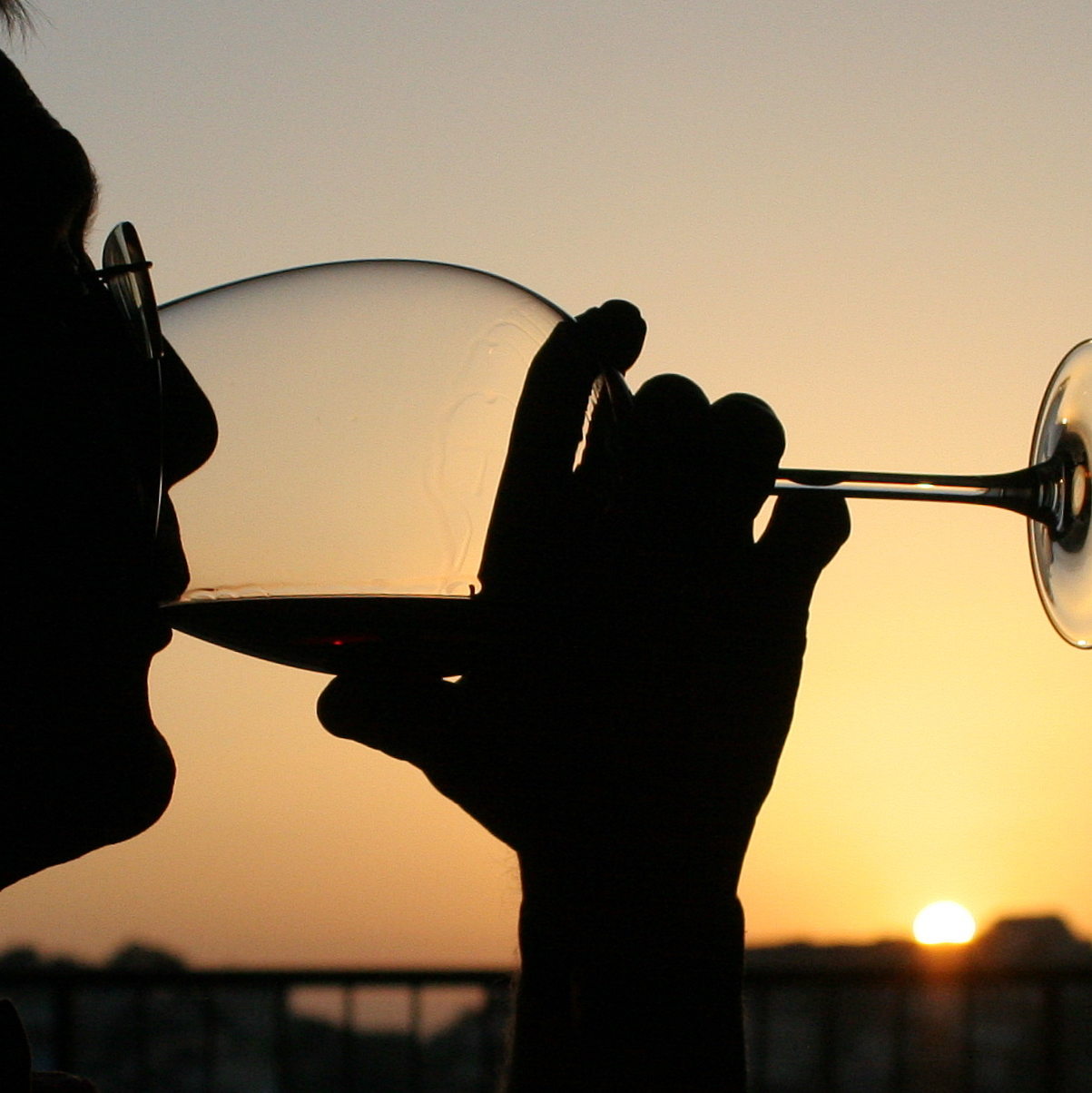
متذوق نبيذ في بيت ياشوط سوريا

تعتبر سوريا موطن طبيعي للعنب ولذلك عرفت الخمور في هذه المنطقة، ولا سيما في منطقة الأندرين  وتقع مدينة الأندرين إلى الشمال الشرقي من مدينة حماة حيث ذكرت في مطلع معلقة الشاعر الجاهلي عمرو بن كلثوم:
أما في وقتنا الحالي فهناك خمر الريان من نوعية شعبية منتجة من معمل تابع للحكومة السورية، أما الخمر المسوق عالمياً والمعروف في المطاعم الكبرى في باريس ولندن بحسب فرانس 24 فهو بارجيلوس. وتقع كروم هذا الخمر في منطة جبال العلويين بين مدينة جبلة واللاذقية.

### لبنان
ومن أنواع النبيذ في لبنان كسارا، كفريا، وموزار.

### مصر

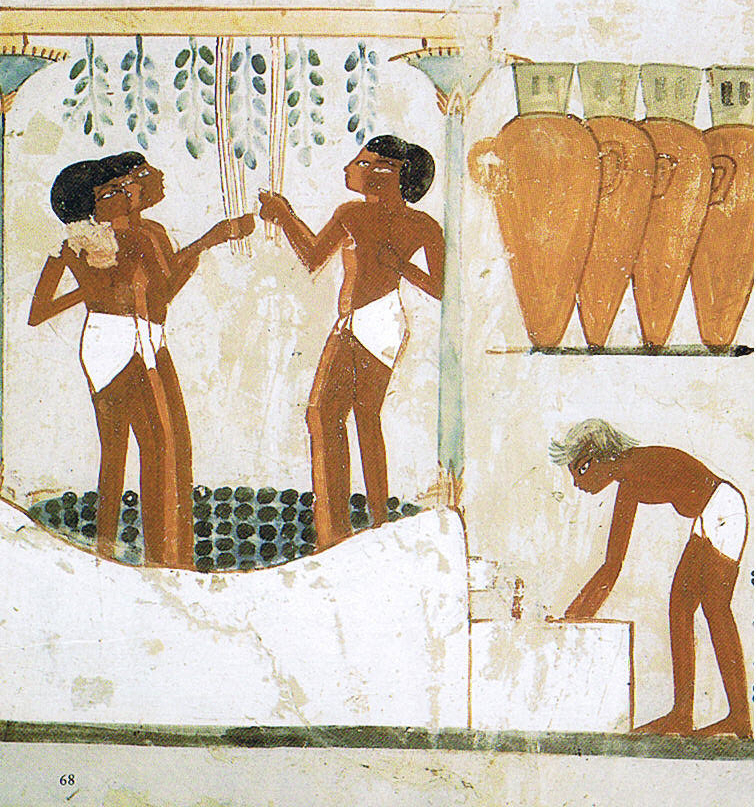
نقش صانعي الخمر على قبر أحد الفراعنة وهو نخت

عرف المصريون القدماء النبيذ حيث عُثر في مقبرة الملك توت عنخ آمون على ستة قوارير من النبيذ كتب عليها اسم «خاي»، وهو اسم قائد الخمر الملكي.
رغم القيود المفروضة على إعلانات الخمور في مصر إلا أن النبيذ يجلب حوالي خمس الإيرادات السنوية لشركة الأهرام للمشروبات، والتي تبلغ ملياري جنيه مصري، في حين يأتي الباقي من البيرة، ويلاحظ أن 90 % من مبيعات النبيذ مصدرها أجانب.
تنتج مصر في السنة نصف مليون جالون من النبيذ. النبيذ المصري يصنع في شركة جناكليس في الإسكندرية ومن أهم الأنواع التي تنتجها:
- نبيذ البطالسه
- نبيذ عمر الخيام
- نبيذ جراند ماركيز
- نبيذ روبي دو ايجيبت.

### تونس
يُرد صنع النبيذ في تونس إلى العهد الفينيقي وتأسيس قرطاج، ويشكل إنتاج النبيذ الوردي جزء كبير من إنتاج النبيذ في تونس، في 2008، كان هناك 31,000 هكتار (77,000 أكر) من كروم العنب في تونس أكثر من نصفها بقليل مخصص لإنتاج النبيذ، والباقي يذهب في معظمه لاستهلاك العنب كفاكهة. في أوائل الألفينات، كان 60-70 بالمئة من الإنتاج نبيذا ورديا، و25 - 30 بالمئة نبيذا أحمرا، بينما كان إنتاج النبيذ الأبيض أقل من 10 بالمئة.

### الأردن
ينتج في الأردن نبيذ عضوي من قبل مصانع زعمط وحداد. و قام مصنع زعمط بالفوز بالعديد من الجوائز وأصبح ينافس عالمياً.

## النبيذ في الديانات المختلفة

### في اليهودية
يعتبر النبيذ جزءًا لا يتجزأ من التقاليد والطقوس الدينية اليهودية، مثل دعاء الكيدوش الذي يتلى مع كأس من النبيذ أو عصير العنب ليلة السبت، كذلك ينبغي على الرباني تناول أربعة كؤوس من النبيذ في عيد الفصح.
تناول اليهود النبيذ في خيمة الاجتماع في الهيكل في القدس كجزء من طقوس القربان، وهو ما بنيت عليه فيما بعد فرية الدم التي ظهرت في أوروبا في عصور اضطهاد اليهود، وادعت قيام اليهود باختطاف الأطفال المسيحيين واستخدام دمائهم في صنع النبيذ.

### في المسيحية
استخدم النبيذ في الديانة المسيحية في طقس التناول أو القربان المقدس الذي جاء في رواية الإنجيل حول العشاء الأخير التي تصف مشاركة يسوع للخبز والنبيذ مع تلاميذه. تختلف المعتقدات المسيحية للطوائف المختلفة حول طبيعة القربان المقدس فتعتبر بعض الطوائف المسيحية استخدام النبيذ المصنوع من العنب ضروريًا لصلاحية القربان، بينما يسمح المسيحيون البروتستانت بتناول عصير العنب المبستر بدلًا من النبيذ.

### في الإسلام
تحظر الشريعة الإسلامية تناول جميع المشروبات الكحولية بما فيها النبيذ، وتحظر بعض قوانين الدول الإسلامية حيازة أو استهلاك المشروبات الكحولية.

## تأثير الاستهلاك على الصحة العامة
يعتمد تأثير النبيذ على صحة الفرد، على المدى القصير أو الطويل، على عدة عوامل من بينها الكمية المستهلكة، وطول الفترة الزمنية للاستهلاك، وكمية الكحول في النبيذ، وكمية الأطعمة المتناولة.

### التأثير على المدى القصير
فيما يلي نذكر بعض الأثار التي تظهر على صحة الفرد على المدى القصير، والمترتبة على استهلاك النبيذ بناءًا على تركيز الكحول الناجم عن تناولها في الدم:
تركيز الكحول في الدم ما بين 0.03٪ - 0.12٪: يحدث هذا تحسنًا عامًا في المزاج، وزيادة في الثقة بالنفس، وازدياد القدرة على التواصل الاجتماعي، وتقليل القلق، واحمرار الوجه، وضعف القدرة على التحكم والتنسيق الحركي الدقيق.
تركيز الكحول في الدم ما بين 0.09٪ - 0.25٪: يسبب هذا الشعور بالخمول، والشعور بالخدر، وحدوث خلل في التوازن، وعدم وضوح الرؤية.
تركيز الكحول في الدم ما بين 0.18٪ - 0.30٪: يؤدي هذا إلى حدوث ارتباكٍ عام، وخلل في الكلام، وذهول، ودوخة، وقيء.
تركيز الكحول في الدم ما بين 0.25٪ - 0.40٪: يؤدي هذا إلى فقدان الوعي، وفقدان الذاكرة التقدمي، والقيء، وقد يؤدي إلى الموت بسبب تثبيط عمل الجهاز التنفسي، واستنشاق القيء أثناء فقدان الوعي.
تركيز الكحول في الدم ما بين 0.35٪ - 0.80٪: يؤدي هذا إلى حدوث غيبوبة، وفشل تنفسي مهدد للحياة، وقد يحدث تسمم كحولي قاتل.
بالإضافة إلى ما سبق فإن قيادة السيارات أو المركبات، أو تشغيل الآلات أثناء السكر قد يزيد من احتمالية وقوع الحوادث، وتحظر قوانين العديد من البلدان تناول الكحول أثناء القيادة.

### التأثير على المدى الطويل
قد يؤدي استهلاك الأمهات الحوامل للكحول إلى إصابة الأجنة بمتلازمة طيف الكحول الجنينية.
قد يؤدي الاستهلاك المفرط للكحول إلى تليف الكبد وإدمان الكحول. ويقلل إدمان الكحول من متوسط العمر المتوقع للشخص بحوالي عشر سنوات بالإضافة إلى ما يسببه من مشكلات صحية واجتماعية. ويعتبر تعاطي الكحول ثالث أكثر أسباب الوفاة المبكرة شيوعًا في الولايات المتحدة الأمريكية.

## وصلات خارجية
- Taste of red wines - (بالإنجليزية) (بالفرنسية)
- Wine vintages, vintage charts - (بالإنجليزية) (بالفرنسية)